# 天稷 (星官)
天稷是中国古代星官之一，属于二十八宿中的星宿。《丹元子步天歌》：“平下三个名天相，相下稷星横五灵”，即天稷含有五颗恒星。清钦天监所编《仪象考成》及《仪象考成续编》未收录此星官，天稷所含恒星的精确位置未知。